# Bidarray
Bidarray (prononcé [bidaʁaj]; en basque: Bidarrai) est une commune française, située dans le département des Pyrénées-Atlantiques en région Nouvelle-Aquitaine.
Le gentilé est Bidarraitar,,.

## Géographie

### Localisation
La commune de Bidarray se trouve dans le département des Pyrénées-Atlantiques, en région Nouvelle-Aquitaine et est frontalière avec l'Espagne (Communauté forale de Navarre).
Elle se situe à 130 km par la route de Pau, préfecture du département, à 35 km de Bayonne, sous-préfecture, et à 57 km de Mauléon-Licharre, bureau centralisateur du canton de Montagne Basque dont dépend la commune depuis 2015 pour les élections départementales.
La commune fait en outre partie du bassin de vie de Cambo-les-Bains.
Les communes les plus proches sont : 
Saint-Martin-d'Arrossa (4,1 km), Louhossoa (5,5 km), Ossès (5,6 km), Macaye (7,8 km), Itxassou (8,5 km), Mendionde (9,0 km), Irissarry (9,1 km), Hélette (9,4 km).
Sur le plan historique et culturel, Bidarray fait partie de la province de la Basse-Navarre, un des sept territoires composant le Pays basque,. La Basse-Navarre en est la province la plus variée en ce qui concerne son patrimoine, mais aussi la plus complexe du fait de son morcellement géographique. Depuis 1999, l'Académie de la langue basque ou Euskalzaindia divise la Basse-Navarre en six zones,. La commune est dans le pays de Baïgorry-Ossès (Baigorri-Ortzaize), au sud-ouest de ce territoire.

### Communes limitrophes
Les communes limitrophes sont  Baztan, Itxassou, Louhossoa, Macaye, Ossès, Saint-Martin-d'Arrossa et Saint-Étienne-de-Baïgorry.
| Itxassou         | Louhossoa                 | Macaye                 |
| Baztan (Espagne) | Bidarray                  | Ossès                  |
|                  | Saint-Étienne-de-Baïgorry | Saint-Martin-d'Arrossa |

### Hydrographie
La commune est drainée par la Nive, le Bastan, Aranteko erreka, Azketako erreka, Errariko erreka, et par divers petits cours d'eau, constituant un réseau hydrographique de 46 km de longueur totale,.
La Nive, d'une longueur totale de 79,3 km, naît au pied du Mendi Zar (1 323 m), au-delà de la frontière espagnole, sous le nom de Harpeko erreka, et s'écoule du sud-est vers le nord-ouest. Elle traverse la commune et se jette dans l'Adour à Bayonne, après avoir traversé 20 communes.
Le Bastan, d'une longueur totale de 12,9 km, prend sa source dans la commune et s'écoule du sud-ouest vers le nord-ouest. Il traverse la commune et se jette dans la Nive sur le territoire communal.

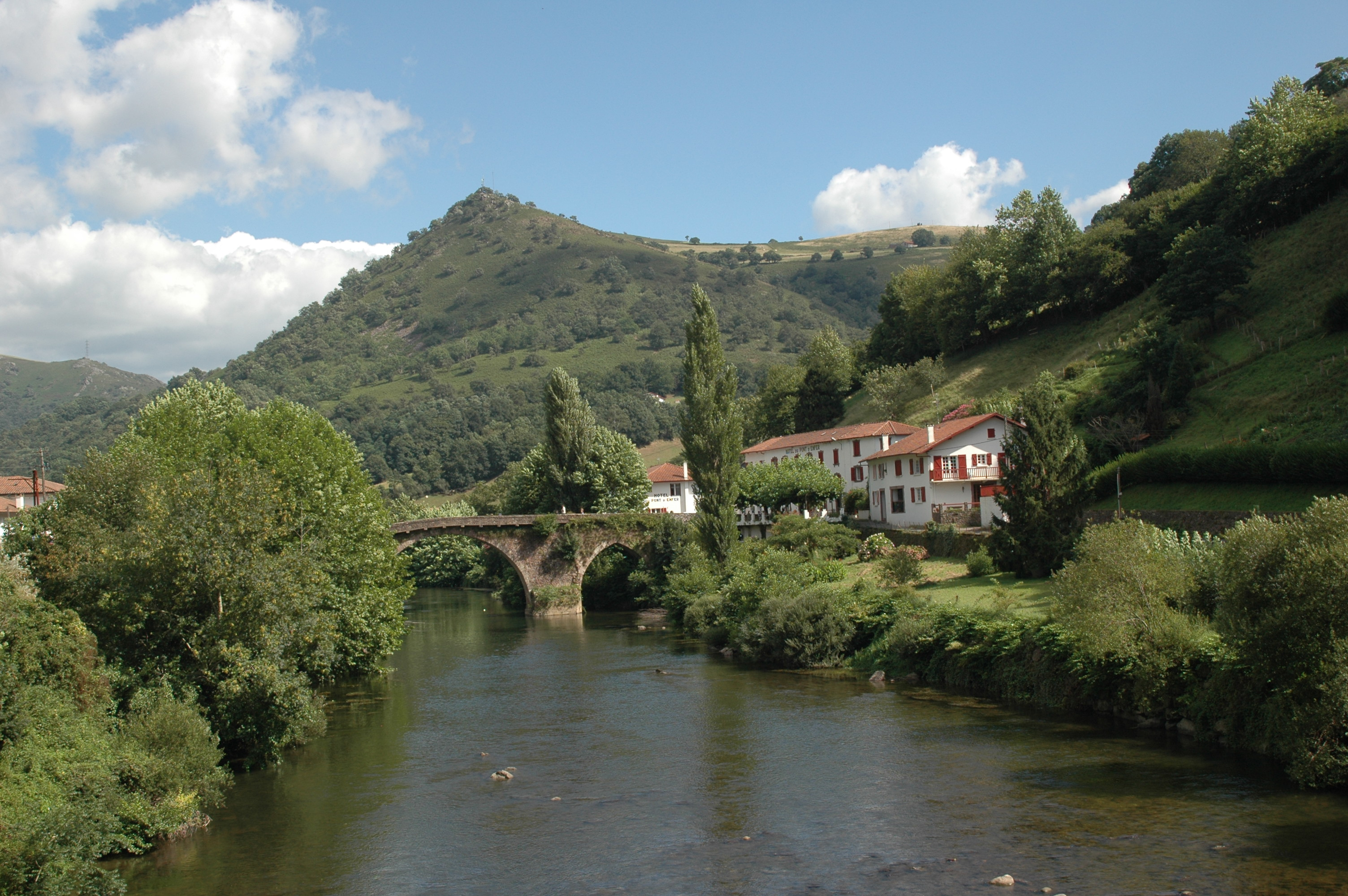
Le pont Noblia sur la Nive.
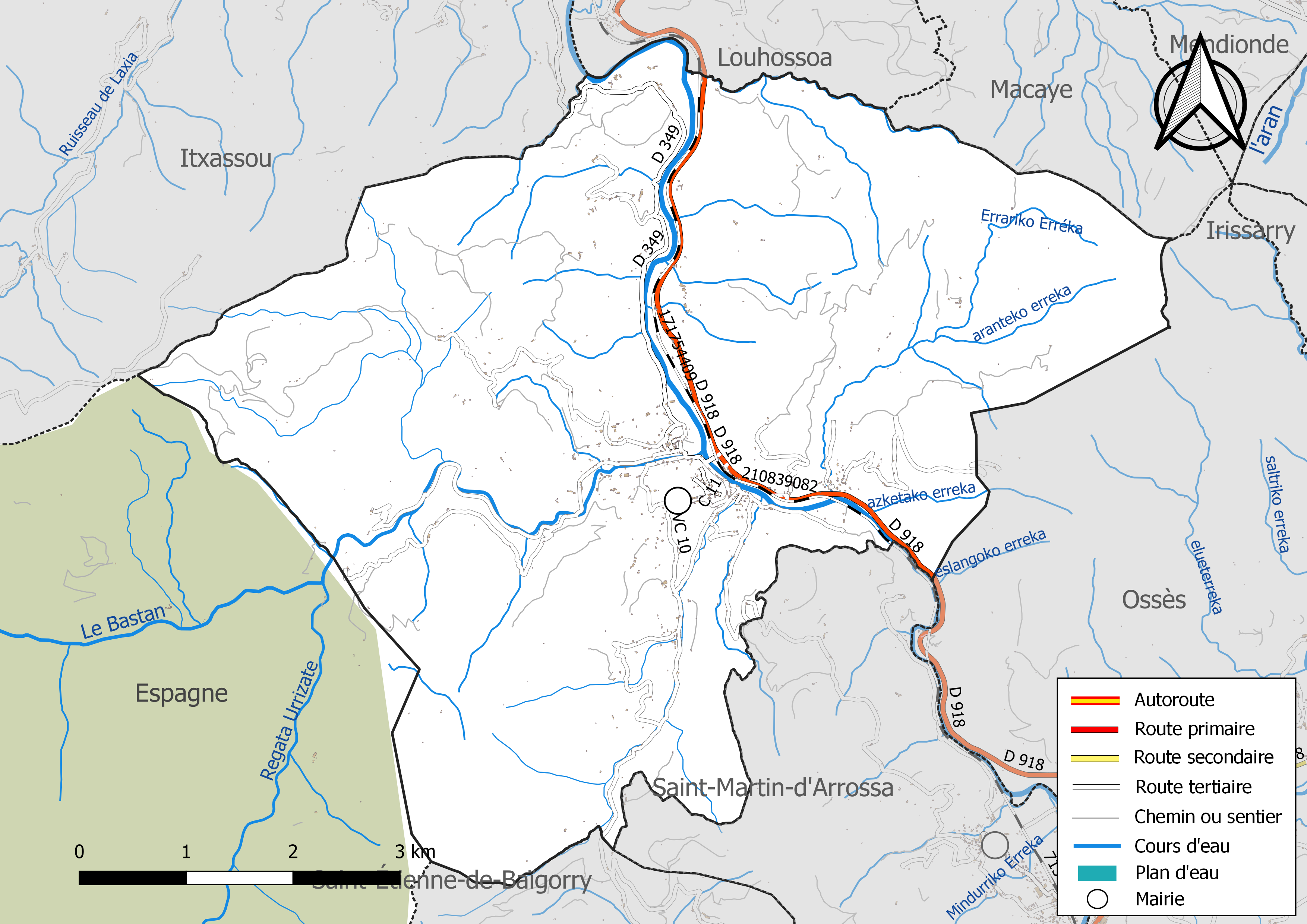
Réseaux hydrographique et routier de Bidarray

### Climat
Pour des articles plus généraux, voir Climat de la Nouvelle-Aquitaine et Climat des Pyrénées-Atlantiques.
Historiquement, la commune est exposée à un micro climat océanique basque.  
En 2020, Météo-France publie une typologie des climats de la France métropolitaine dans laquelle la commune est exposée à un climat de montagne et est dans la région climatique Pyrénées atlantiques, caractérisée par une pluviométrie élevée (>1 200 mm/an) en toutes saisons, des hivers très doux (7,5 °C en plaine) et des vents faibles.
Pour la période 1971-2000, la température annuelle moyenne est de 13,9 °C, avec une amplitude thermique annuelle de 12,5 °C. Le cumul annuel moyen de précipitations est de 1 756 mm, avec 13,2 jours de précipitations en janvier et 8,4 jours en juillet. Pour la période 1991-2020, la température moyenne annuelle observée sur la station météorologique la plus proche, située sur la commune d'Espelette à 12 km à vol d'oiseau, est de 14,6 °C et le cumul annuel moyen de précipitations est de 1 723,4 mm,. Pour l'avenir, les paramètres climatiques de la commune estimés pour 2050 selon différents scénarios d’émission de gaz à effet de serre sont consultables sur un site dédié publié par Météo-France en novembre 2022.

### Milieux naturels et biodiversité

#### Réseau Natura 2000
Le réseau Natura 2000 est un réseau écologique européen de sites naturels d'intérêt écologique élaboré à partir des Directives « Habitats » et « Oiseaux », constitué de zones spéciales de conservation (ZSC) et de zones de protection spéciale (ZPS).
Quatre sites Natura 2000 ont été définis sur la commune au titre de la « directive Habitats », : 
- le « massif du Mondarrain et de l'Artzamendi », d'une superficie de 5 792 ha, présentant une densité de milieux à caractère tourbeux et la présence d’espèces spécifiques au territoire, liées aux conditions de confinement et d’humidité importants des vallons du massif[28] ;
- « la Nive », d'une superficie de 9 473 ha, un des rares bassins versants à accueillir l'ensemble des espèces de poissons migrateurs du territoire français, excepté l'Esturgeon européen[29] ;
- les « montagnes des Aldudes », d'une superficie de 18 474 ha, ayant une vocation essentiellement pastorale, et dans une moindre mesure forestière, ce qui a engendré une mosaïque complexe de milieux, qui accueillent une grande diversité d’espèces de flore et de faune[30] ;
- le « massif du Baygoura », d'une superficie de 3 297 ha, un massif montagneux à landes et pelouses exploité par le pastoralisme[31] et une au titre de la « directive Oiseaux »[27],[Carte 3] :
- la « vallée de la Nive des Aldudes, Col de Lindux », d'une superficie de 14 767 ha, un massif montagneux schisteux à nombreux faciès rupestres, et pelouses montagnardes[32].

#### Zones naturelles d'intérêt écologique, faunistique et floristique
L’inventaire des zones naturelles d'intérêt écologique, faunistique et floristique (ZNIEFF) a pour objectif de réaliser une couverture des zones les plus intéressantes sur le plan écologique, essentiellement dans la perspective d’améliorer la connaissance du patrimoine naturel national et de fournir aux différents décideurs un outil d’aide à la prise en compte de l’environnement dans l’aménagement du territoire.
Deux ZNIEFF de type 1 sont recensées sur la commune, : 
la « Crête d'Iparla et Artzamendi » (2 125,65 ha), couvrant 3 communes du département et 
les « mont Baigura et crête d'Haltzamendi » (616,19 ha), couvrant 6 communes du département
et trois ZNIEFF de type 2,, : 
- le « massif du Baigura » (4 200,57 ha), couvrant 7 communes du département[36] ;
- les « montagnes et vallées des Aldudes, massifs du Mondarrain et de l'Artzamendi » (23 074,84 ha), couvrant 9 communes du département[37] ;
- le « réseau hydrographique des Nives » (3 596,23 ha), couvrant 33 communes du département[38].

#### Espèces
La commune de Bidarray possède un patrimoine remarquable d'espèces animales et végétales. Sur les contreforts de l'Artzamendi, au massif de Zerkambide, on trouve des habitats protégés comme des landes humides à bruyère à quatre angles Erica tetralix et bruyère ciliée Erica ciliaris ainsi que de vastes étendues de bruyère Saint Daboec Daboecia cantabrica.

## Urbanisme

### Typologie
Au 1er janvier 2024, Bidarray est catégorisée commune rurale à habitat dispersé, selon la nouvelle grille communale de densité à sept niveaux définie par l'Insee en 2022.
Elle est située hors unité urbaine. Par ailleurs la commune fait partie de l'aire d'attraction de Bayonne (partie française), dont elle est une commune de la couronne,. Cette aire, qui regroupe 56 communes, est catégorisée dans les aires de 200 000 à moins de 700 000 habitants,.

### Occupation des sols

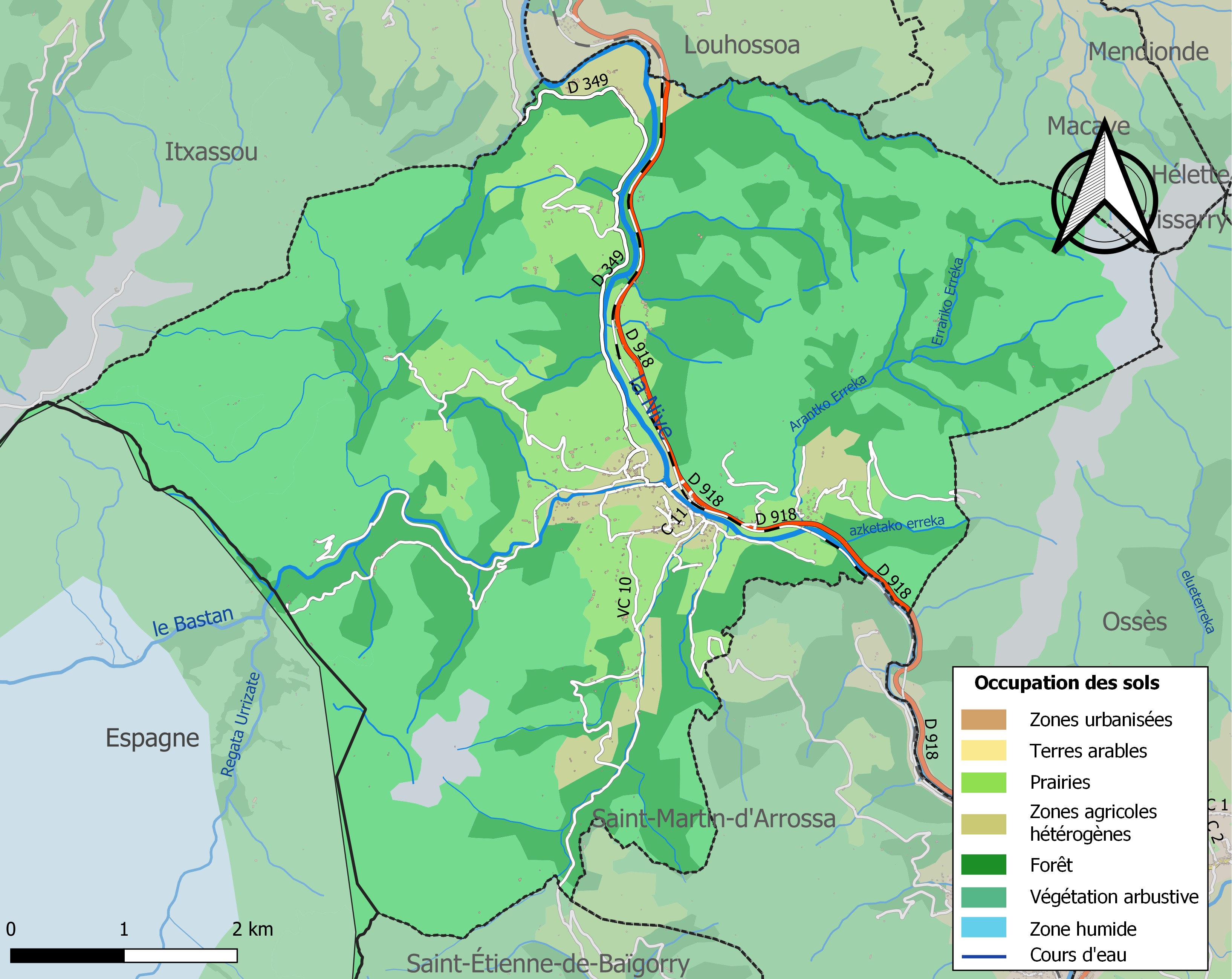
Carte des infrastructures et de l'occupation des sols de la commune en 2018 (CLC).

L'occupation des sols de la commune, telle qu'elle ressort de la base de données européenne d’occupation biophysique des sols Corine Land Cover (CLC), est marquée par l'importance des forêts et milieux semi-naturels (82,5 % en 2018), en diminution par rapport à 1990 (84,2 %). La répartition détaillée en 2018 est la suivante : 
milieux à végétation arbustive et/ou herbacée (50,9 %), forêts (29,3 %), prairies (12,9 %), zones agricoles hétérogènes (4,5 %), espaces ouverts, sans ou avec peu de végétation (2,4 %). L'évolution de l’occupation des sols de la commune et de ses infrastructures peut être observée sur les différentes représentations cartographiques du territoire : la carte de Cassini (XVIIIe siècle), la carte d'état-major (1820-1866) et les cartes ou photos aériennes de l'IGN pour la période actuelle (1950 à aujourd'hui).

### Lieux-dits et hameaux
- Anachéa[14]
- Antonénéa[14]
- Antsugarroa[14]
- Argainia[14]
- Arlan Etchéverria[14]
- Arlania[14]
- Arouchia[14]
- Artzalatchipia[14]
- Athatéchipia[14]
- Artzatey (col d’)[14]
- Balascainia[14]
- Bassagaitze[14]
- Bassassagar[14]
- Belzaousk[14]
- Berguéderrénéa[14]
- Berhoa[14]
- Bernaténéa[14]
- Bichichaua[14]
- Bitiriskonia[14]
- Borreta[14]
- Bourouzune Koborda[14]
- Buruchuri[14]
- Chabatoa[14]
- Chanchoénéa[14]
- Charrabonénéa[14]
- Churrania[14]
- Churruta[14]
- Cosquéténia[14]
- Ehaïliarénéa[14]
- Erramendéguia[14]
- Erramonénéa[14]
- Erréguéttoénéa[14]
- Erripa[14]
- Espatza (col d’)[14]
- Esteinua[14]
- Esteinukoborda[14]
- Etchébeltzénéa[14]
- Etchechuria[14]
- Etcheréya[14]
- Eyhéra[14]
- Eyhéraldé[14]
- Ezkerra[14]
- Ezkioa[14]
- Gaïnekoborda[14]
- Gakoéta[14]
- Galchagorria[14]
- Garbélabéhéria[14]
- Garbelania[43],[14]
- Garbelabeheria[44]
- Gaztaïnchuania[14]
- Gorria[14]
- Guéréchaénéa[14]
- Hanchordokia[45],[14]
- Harguinaénéa[14]
- Harlépakoborda[14]
- Harlépoa[14]
- Harpékosaïndoa (grotte d’)[14]
- Harriénia[14]
- Harriondi[14]
- Héuskéta[14]
- Ibarla[14]
- Ilharria[14]
- Intzabia[14]
- Intzabitchipia[14]
- Iramonhoa[14]
- Ittola[14]
- Itzéénéa[14]
- Kapachuri[14]
- Kuchinborda[14]
- Lacho (col de)[14]
- Larhanton[14]
- Larraldéa[14]
- Larratéko Héguia[14]
- Larreténea[14]
- Latxala[14]
- Latxo[14]
- Lecumberry[14]
- Legarré[14],[46]
- Legarréa[14]
- Machaloa[14]
- Magnaénéa[14]
- Mainguia[14]
- Malgorry[14]
- Marapouchounéa[14]
- Marmaroa[47]
- Marthia[14]
- Matchi[14]
- Médikoénia[14]
- Mendiburua[14]
- Mendiburukoborda[14]
- Mendiera[14]
- Mendigaïna[14]
- Mendikoenea[48]
- Miguélénéa[14]
- Mikolassénéa[14]
- Mintchotékoharria[14]
- Mocorria[14]
- Munhoa[14]
- Noblian Borda[14]
- Okinbeltsia[14]
- Olharrepéa[14]
- Olhatia[14]
- Ossiartéa[14]
- Oxandaburua[14]
- Oyanburua[14]
- Oyharbalia[14]
- Oyoro[14]
- Pagalépoa[14]
- Parda[14]
- Péléenéa[14]
- Pellon Borda[14]
- Pimpelotordoki[14]
- Sastrianen Borda[14]
- Sékafia[14]
- Teilaguinabénere[14]
- Teilanania[14]
- Turchilénia[14]
- Urdabordia[14]
- Urtchuraya[14]
- Zaldaïn[14]
- Zapatainéa[14]
- Zarkambidé[14]
- Zelhaï[14]
- Zelhaïburu[14]
- Zuraya[14]

### Voies de communication et transports

#### Route
Bidarray est desservie par la route D 918.

#### Fer
La gare de Pont-Noblia-Bidarray se situe du côté est de la Nive, face au centre, sur la ligne Bayonne - Saint-Jean-Pied-de-Port.

#### Randonnées
Le mont Baïgura est accessible à partir de Bidarray. À l’est du territoire de la commune, le Laina culmine à 869 mètres.

L’Esteinumendi s’élève à 346 mètres.
|  |  |  |

Bidarray est le point de départ d'un tronçon du GR 10 qui rejoint Saint-Étienne-de-Baïgorry en passant par les crêtes d'Iparla, aux quatre sommets principaux : l'Aintziaga (905 m), l'Astate (1 022 m), le Buztanzelai (1 029 m) et l'Iparla (1 044 m).

Ce trajet chevauche la frontière franco-espagnole (borne frontière n° 90). Il est emprunté par des troupeaux de brebis, de chèvres et de pottoks, à demi sauvages, et est fréquenté  par l'une des plus importantes colonies de vautours fauves d'Europe qui nichent en grand nombre sur une ceinture de falaises. De mars à novembre, on peut également y observer quelques vautours percnoptères.

Il offre également un beau point de vue sur l'Artzamendi (montagne des ours en basque) qui domine Itxassou, Espelette, Souraïde et Louhossoa du haut de ses 926 mètres (plus haut sommet du Labourd, et qui abrite une nécropole protohistorique de l'âge de fer, constituée d'un ensemble de cromlechs, notamment au col de Meatxe.

### Risques majeurs
Le territoire de la commune de Bidarray est vulnérable à différents aléas naturels : météorologiques (tempête, orage, neige, grand froid, canicule ou sécheresse), inondations, feux de forêts, mouvements de terrains et séisme (sismicité moyenne). Il est également exposé à un risque particulier : le risque de radon. Un site publié par le BRGM permet d'évaluer simplement et rapidement les risques d'un bien localisé soit par son adresse soit par le numéro de sa parcelle.

#### Risques naturels
Certaines parties du territoire communal sont susceptibles d’être affectées par le risque d’inondation par une crue torrentielle ou à montée rapide de cours d'eau, notamment la Nive et le Bastan. La commune a été reconnue en état de catastrophe naturelle au titre des dommages causés par les inondations et coulées de boue survenues en 1982, 1983, 2009, 2013, 2014 et 2021,.
Bidarray est exposée au risque de feu de forêt. En 2020, le premier plan de protection des forêts contre les incendies (PDPFCI) a été adopté pour la période 2020-2030. La réglementation des usages du feu à l’air libre et les obligations légales de débroussaillement dans le département des Pyrénées-Atlantiques font l'objet d'une consultation de public ouverte du 16 septembre au 7 octobre 2022,.
Les mouvements de terrains susceptibles de se produire sur la commune sont des affaissements et effondrements liés aux cavités souterraines (hors mines). Afin de mieux appréhender le risque d’affaissement de terrain, un inventaire national permet de localiser les éventuelles cavités souterraines sur la commune.

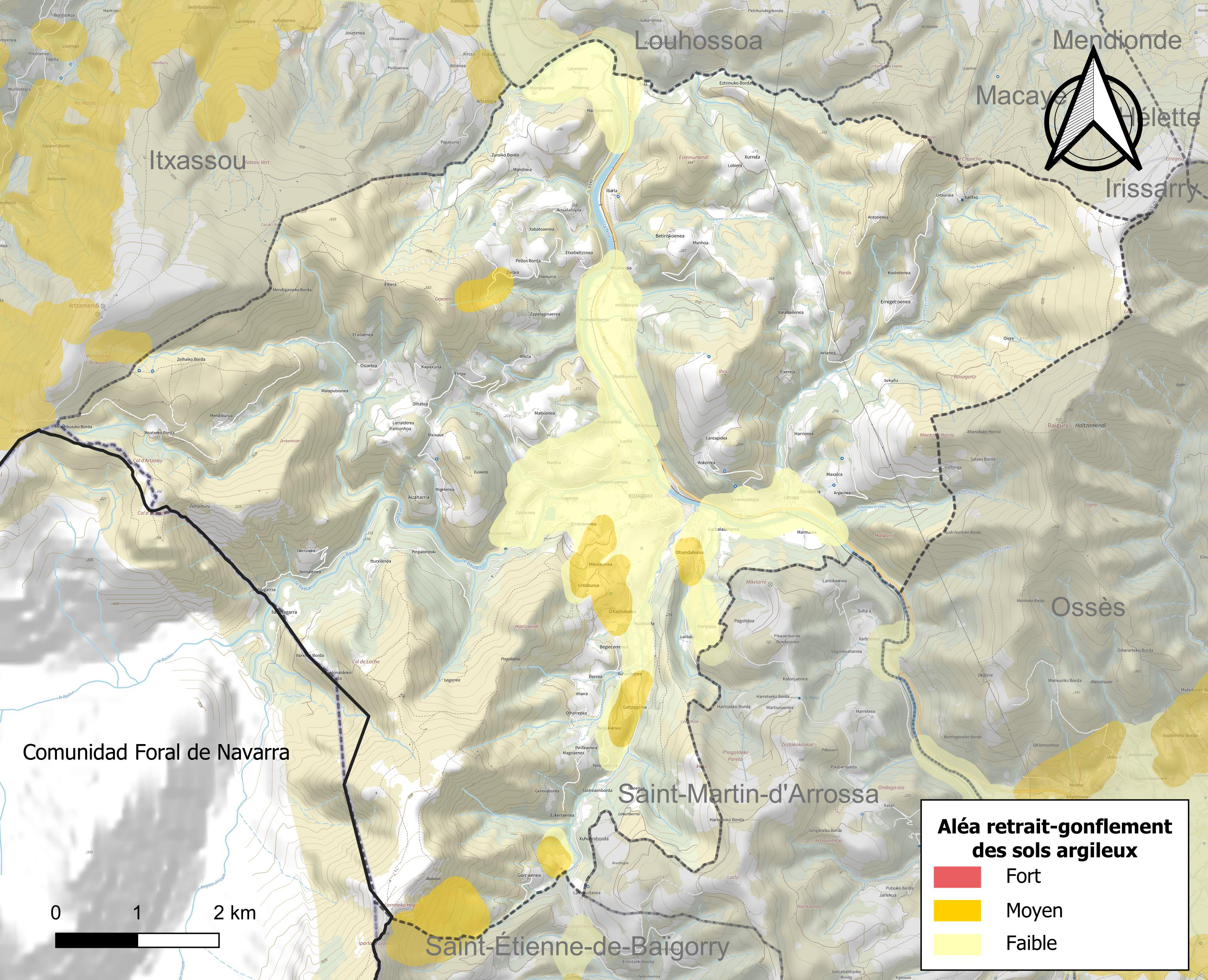
Carte des zones d'aléa retrait-gonflement des sols argileux de Bidarray.

Le retrait-gonflement des sols argileux est susceptible d'engendrer des dommages importants aux bâtiments en cas d’alternance de périodes de sécheresse et de pluie. 3 % de la superficie communale est en aléa moyen ou fort (59 % au niveau départemental et 48,5 % au niveau national). Depuis le 1er octobre 2020, en application de la loi ELAN, différentes contraintes s'imposent aux vendeurs, maîtres d'ouvrages ou constructeurs de biens situés dans une zone classée en aléa moyen ou fort,.
Concernant les mouvements de terrains, la commune a été reconnue en état de catastrophe naturelle au titre des dommages causés par des mouvements de terrain en 2014.

#### Risque particulier
Dans plusieurs parties du territoire national, le radon, accumulé dans certains logements ou autres locaux, peut constituer une source significative d’exposition de la population aux rayonnements ionisants. Selon la classification de 2018, la commune de Bidarray est classée en zone 2, à savoir zone à potentiel radon faible mais sur lesquelles des facteurs géologiques particuliers peuvent faciliter le transfert du radon vers les bâtiments.

## Toponymie

### Attestations anciennes
Le toponyme Bidarray apparaît sous les formes hespital de Bidarray (1268 et 1292), Remonet de Vidarray (1413), La encomienda de Vidarray (1621, Martin Biscay).

### Étymologie
Pour Jean-Baptiste Orpustan, le toponyme serait formé du basque bide (« chemin ») et de arrhan (« prunellier, épineux ») pour donner « chemin(s) (d’)épineux ».

### Autres toponymes
Adarré désigne un mont entre Macaye et Bidarray (1863, dictionnaire topographique Béarn-Pays basque).
Ibarla est une ferme que la réformation d'Ossès orthographie Ibarola en 1675.
Le Legarré, noté Légarre en 1863, est un hydronyme désignant un ruisseau, tributaire du Bastan.

### Graphie basque
Son nom basque actuel est Bidarrai.

## Histoire
Paul Raymond note qu'au XVIIe siècle, la commanderie de Bidarray appartenait à l'évêque de Bayonne.

Bidarray devint une paroisse indépendante en 1723 et fut érigée en commune en 1790.

## Héraldique
| Blason | Blasonnement : De gueules à la crosse croisée de Roncevaux d'or accostée de deux coquilles du même. |

## Politique et administration
| Période | Période  | Identité                | Étiquette | Qualité |
| ------- | -------- | ----------------------- | --------- | ------- |
| 1790    |          | Domingo Larralde        |           |         |
| 1800    | 1805     | Jean Borda              |           |         |
| 1805    | 1809     | Martin Lambert          |           |         |
| 1810    | 1816     | Jean Duhalde            |           |         |
| 1816    | 1817     | Raymond Orthategaray    |           |         |
| 1817    | 1835     | Raymond Heguy           |           |         |
| 1835    | 1848     | Jean Ibar               |           |         |
| 1848    | 1855     | Jean Anchordoquy        |           |         |
| 1855    | 1855     | Jean Camino             |           |         |
| 1855    | 1858     | Jean Cedarry            |           |         |
| 1858    | 1860     | Martin Anchordoquy      |           |         |
| 1860    | 1870     | Dominique Saint Jean    |           |         |
| 1870    | 1886     | Martin Cedarry          |           |         |
| 1886    | 1904     | Jean Anchordoquy        |           |         |
| 1904    | 1912     | Jean Cedarry            |           |         |
| 1912    | 1919     | Dominique Etcheverry    |           |         |
| 1919    | 1942     | Jean Cedarry            |           |         |
| 1942    | 1959     | Pierre Ithurbide        |           |         |
| 1959    | 1965     | Guy Seychal             |           |         |
| 1965    | 1977     | Jean Cabillon           |           |         |
| 1977    | 2004     | Jean Lambert            |           |         |
| 2004    | 2014     | Jean-Bernard Berhouet   | DVD       |         |
| 1995    | 2001     | Jean Lambert            |           |         |
| 2014    | En cours | Jean-Michel Anchordoquy | EHBAI     |         |

### Intercommunalité
La commune de Bidarray participe à cinq structures intercommunales :
- la communauté d'agglomération du Pays Basque ;
- le SIVU pour la mise en œuvre du programme Natura 2000 sur le site du massif Mondarrain et de l’Artzamendi ;
- le syndicat d’énergie des Pyrénées-Atlantiques ;
- le syndicat intercommunal pour l'aménagement et la gestion de l'abattoir de Saint-Jean-Pied-de-Port ;
- le syndicat intercommunal pour le soutien à la culture basque.

## Population et société

### Démographie
L'évolution du nombre d'habitants est connue à travers les recensements de la population effectués dans la commune depuis 1800. Pour les communes de moins de 10 000 habitants, une enquête de recensement portant sur toute la population est réalisée tous les cinq ans, les populations de référence des années intermédiaires étant quant à elles estimées par interpolation ou extrapolation. Pour la commune, le premier recensement exhaustif entrant dans le cadre du nouveau dispositif a été réalisé en 2008.

En 2022, la commune comptait 675 habitants, en évolution de −1,6 % par rapport à 2016 (Pyrénées-Atlantiques : +3,78 %, France hors Mayotte : +2,11 %).
| 1800 | 1806  | 1821  | 1831  | 1836  | 1841  | 1846  | 1851  | 1856  |
| ---- | ----- | ----- | ----- | ----- | ----- | ----- | ----- | ----- |
| 827  | 1 203 | 1 229 | 1 417 | 1 302 | 1 348 | 1 321 | 1 255 | 1 241 |

| 1861  | 1866  | 1872  | 1876  | 1881  | 1886  | 1891  | 1896  | 1901  |
| ----- | ----- | ----- | ----- | ----- | ----- | ----- | ----- | ----- |
| 1 165 | 1 142 | 1 000 | 1 026 | 1 056 | 1 121 | 1 036 | 1 175 | 1 127 |

| 1906  | 1911 | 1921 | 1926 | 1931 | 1936 | 1946 | 1954 | 1962 |
| ----- | ---- | ---- | ---- | ---- | ---- | ---- | ---- | ---- |
| 1 019 | 962  | 879  | 894  | 859  | 828  | 810  | 751  | 745  |

| 1968 | 1975 | 1982 | 1990 | 1999 | 2006 | 2008 | 2013 | 2018 |
| ---- | ---- | ---- | ---- | ---- | ---- | ---- | ---- | ---- |
| 714  | 673  | 631  | 585  | 645  | 637  | 633  | 685  | 667  |

| 2022 | - | - | - | - | - | - | - | - |
| ---- | - | - | - | - | - | - | - | - |
| 675  | - | - | - | - | - | - | - | - |

### Enseignement
La commune dispose d'une école primaire publique. Cette école propose un enseignement bilingue français-basque à parité horaire.

## Économie
La commune fait partie de la zone de production du vignoble d'Irouléguy. L'activité est principalement agricole. Bidarray fait partie de la zone d'appellation de l'ossau-iraty.
La pureté des eaux de la Nive a permis l'établissement d'une activité de pisciculture. La rivière permet de plus la pratique de sports d'eau vive comme le kayak ou le raft. Une base est implantée dans la commune depuis 1991. La navigation est de difficulté moyenne (classe II passage 3), car l'essentiel de son parcours est une successions de rapides et de planiols.

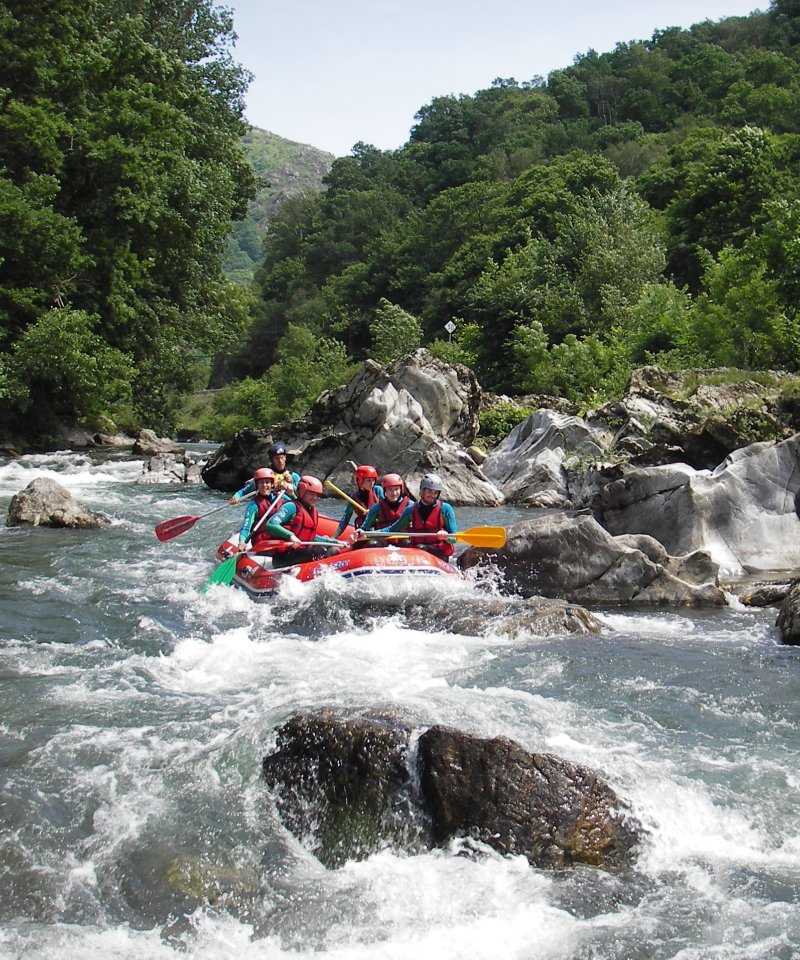
Pratique du sport d'eau vive à Bidarray.

## Culture locale et patrimoine

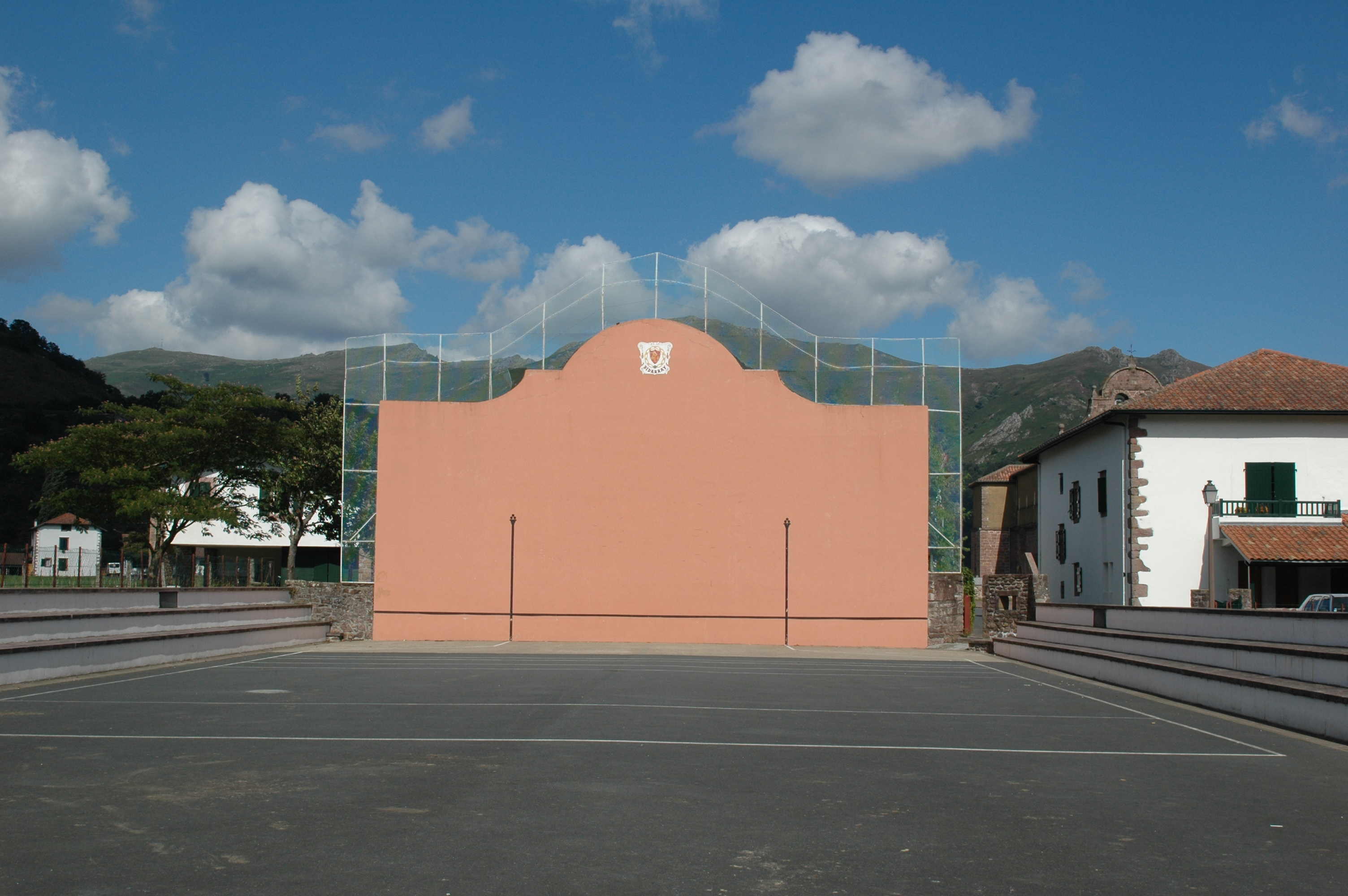
Le fronton
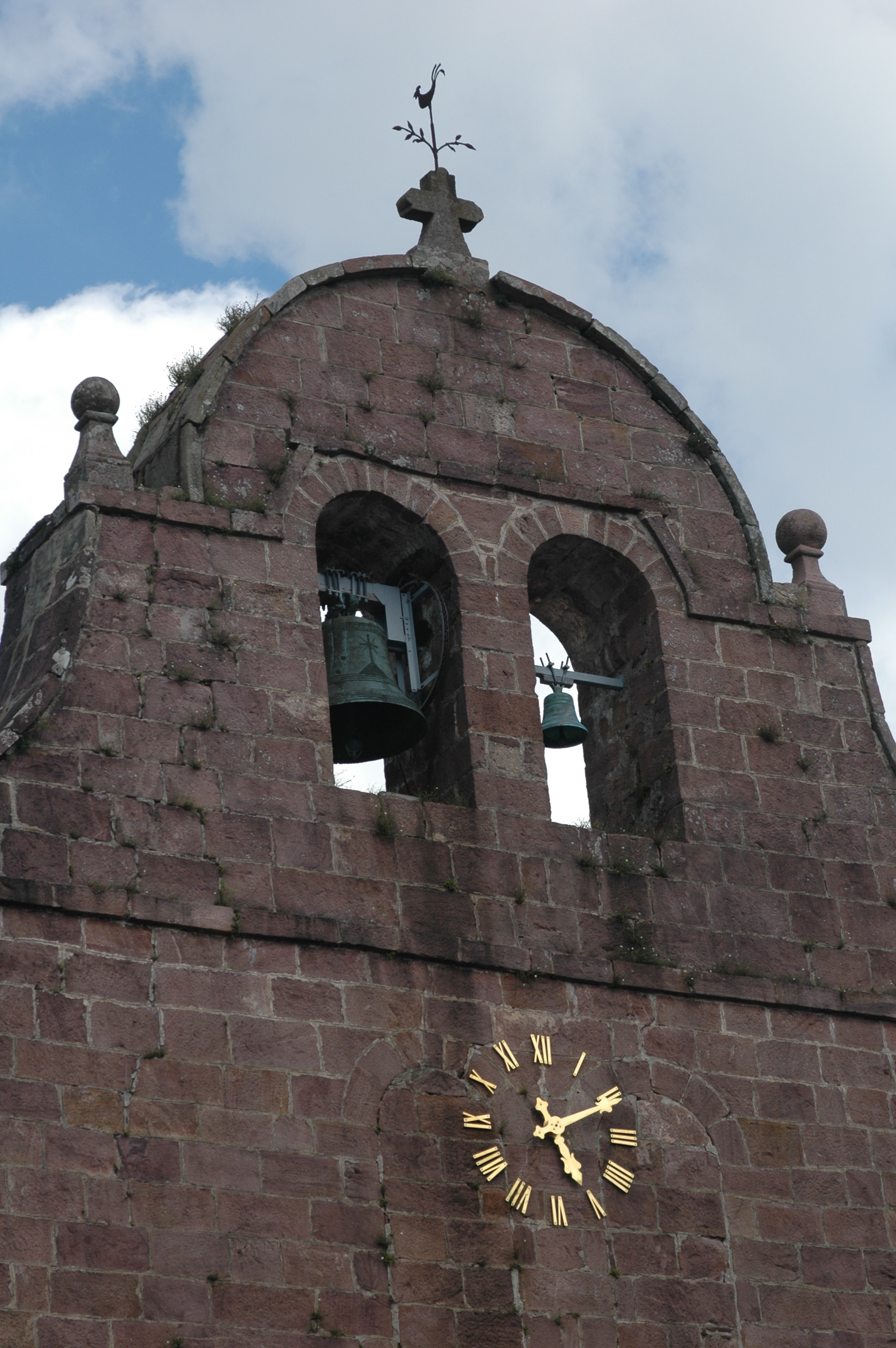
Église de l'Assomption - Détail du campenard

### Langues
D'après la Carte des Sept Provinces Basques éditée en 1863 par le prince Louis-Lucien Bonaparte, le dialecte basque parlé à Bidarray est le bas-navarrais occidental.

### Patrimoine civil
La commune présente un ensemble de maisons et de fermes dont la construction des plus anciennes remonte au XVIIe siècle. La ferme Gastetto, date de la fin du XVIIe siècle ou du début du siècle suivant. La ferme Antxordokia, du lieu-dit Hanchordokia, date du XVIIIe siècle, tout comme les fermes Garbelania, Topene Zaharra et Marmaroa.

Le pont Noblia, sur la Nive, fut construit au XIVe siècle. Il fait l'objet d'une inscription par les monuments historiques.

### Patrimoine religieux
L'église de l'Assomption,, d'origine médiévale (XIIe siècle) a été reconstruite en 1625. C'est une église à campenard.

La grotte de Zelharburu et sa stalagmite donnait lieu à un pèlerinage dédié à Harpeko Saindua.

## Équipements

### Enseignement
La commune dispose d'une école primaire.

## Personnalités liées à la commune
Jean-Baptiste Oxalde, né à Bidarray au XIXe siècle, est un poète basque qui se distingua dans les jeux floraux ; il y gagna de nombreux prix de poésie. Son poème dédié à l'impératrice Eugénie, Enperatrizari, remporta le concours de Sare en 1868.
Jules Moulier, appelé également Oxobi, né en 1888 à Bidarray et mort en 1958 à Bayonne, est un prêtre, bertsolari, poète, écrivain et académicien basque français de langue basque.

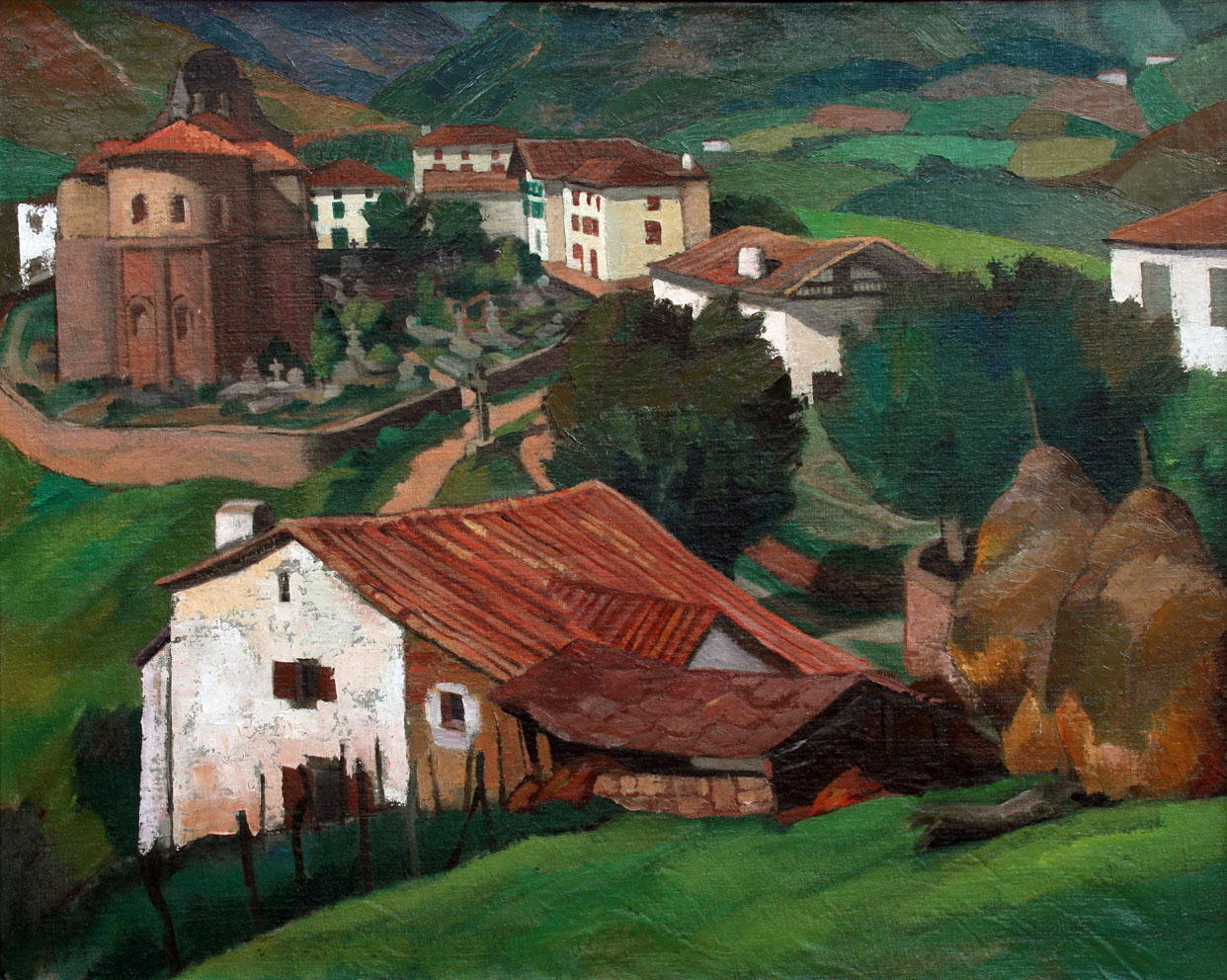
Bidarray par Pierre-Albert Bégaud

Pierre-Albert Bégaud, peintre portraitiste et paysagiste, né à Bordeaux le 19 septembre 1901 et mort à Bordeaux le 22 juin 1956, a découvert durant l’été 1930 le Pays Basque grâce à son ami Robert Cami ; il tombe amoureux du village de Bidarray et il résidera dorénavant plusieurs mois par an à la pension Barberaenea tenue par la famille Çuburu. Il y noue de fortes amitiés, s’initie à la langue basque, aux chants et aux danses et, surtout, réalisera plus d’une centaine de paysages du village et de ses environs, des natures mortes ainsi que de nombreux portraits de ses habitants. Plus tard, en 1948, il s’installera avec sa seconde épouse, Françoise, dans une maison isolée du village dans la vallée du Baztan, Ilara Bizkaria, représentée (en intérieur et extérieur) sur nombre de ses tableaux. Des artistes lui rendent visite ou choisissent également Bidarray comme villégiature (Claude Ferret, Camille de Buzon, Robert Cami). Ces séjours et ces expositions basques lui permettent d’échanger, à Bidarray ou Bayonne, avec plusieurs artistes locaux dont Ramiro Arrue.

## Pour approfondir